# ガラガラ GO!!
『ガラガラ GO!!』（ガラガラゴー!!）は、BIGBANGの日本2枚目のシングル。

## 解説
- 前作からわずか2週間でのリリース。前作に引き続き、3形態リリース。また、前作に引き続き、オリコントップ10入りとなった。
- 7月17日、この曲でミュージックステーションに初出演。また、12月25日のミュージックステーションスーパーライブでもこの曲を披露した。

## 収録曲
全曲 作詞：BIGBANG・PERRY BORJA、作曲：BIGBANG・PERRY BORJA・BRAVE BROVAS

### CD（形態1・2）
1. ガラガラGO!!
2. Top Of The World
3. Stylish

### CD（形態3のみ）
1. ガラガラGO!!
2. Top Of The World
3. So Beautful

### DVD（形態1のみ）
1. ガラガラGO!! (music clip)
2. ガラガラGO!! (making clip)